# استورمی دنیلز
استورمی دنیلز (انگلیسی: Stormy Daniels؛ زاده ۱۷ مارس ۱۹۷۹) کارگردان و بازیگر پورنوگرافی اهل ایالات متحده آمریکا است. او عضو تالار مفاخر ای‌وی‌ان، تالار افتخارات ایکس‌آرسی‌او و تالار مفاخر نایت مووز است.

## حرفه
دنیلز از سن ۱۷ سالگی در یک کلوب در باتون‌روژ، لوئیزیانا رقص برهنه انجام می‌داد.

## رابطه جنسی با دونالد ترامپ

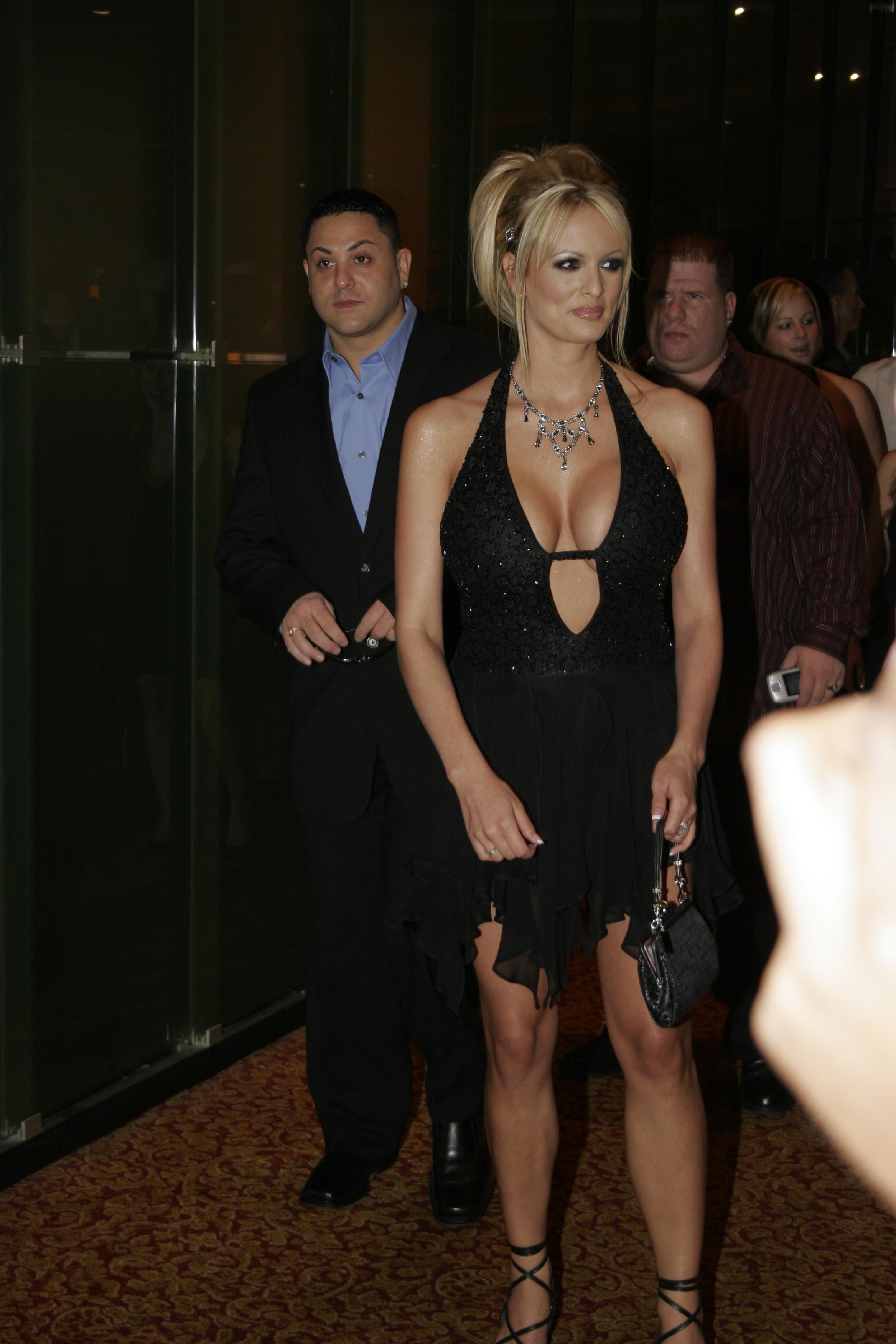
دنیلز در مراسم avn 2006

در روز ۱۲ ژانویه ۲۰۱۸ روزنامه وال‌استریت جورنال با انتشار خبری اذعان داشت یک بازیگر فیلم‌های بزرگسالان یک ماه پیش از انتخابات ریاست جمهوری آمریکا ۱۳۰ هزار دلار حق‌السکوت گرفت تا دربارهٔ رابطه جنسی ادعایی با دونالد ترامپ چیزی نگوید. استورمی دنیلز در محافل خصوصی مدعی شده است که پس از دیدار با دونالد ترامپ در ماه ژانویه سال ۲۰۰۶ با او رابطه داشته است. این در حالی است که رئیس‌جمهوری کنونی آمریکا در سال ۲۰۰۵ با ملانیا، همسر سوم و کنونی اش ازدواج کرده بود.
نیویورک تایمز در همین باره می‌گوید استفانی کلیفورد (مشهور به استورمی دنیلز) در هفته‌های حساس پیش از برگزاری انتخابات می‌خواسته است که ادعای رابطه جنسی با آقای ترامپ را در یک برنامه تلویزیونی پرمخاطب و یک وبسایت مطرح کند.
استفانی کلیفورد دومین زنی است که گفته می‌شود انتشار عمومی ادعای رابطه‌اش با ترامپ به ترتیبی با پرداخت پول در آستانه انتخابات متوقف شده است.

## نوشته‌ها
- افشای تمام